# Иван Матеев
Иван Матеев или Попматеев е български революционер и свещеник, деец на Българското възраждане в Източна Македония.

## Биография
Роден е в разложкото село Белица, в Османската империя, в семейството на свещеник. Завършва килийното училище в Белица и по-късно учи в Неврокоп и Пловдив. Неколкократно учителства в Белица (1871, 1886 - 1902, 1904 - 1909 година). Учителства в Калугерово, където става член на революционния комитет и участва в подготовката на Априлското въстание. По време на въстанието е част от Хвърковатата чета на Георги Бенковски. При разгрома на въстанието е заловен. Осъден е на смърт, но по-късно присъдата е заменена със заточение в Диарбекир. След Руско-турската война е освободен, връща се в Белица и става свещеник. През 1883 година е заточен в Мала Азия от турските власти заради противодържавна дейност.